# Супермен: Съветски син
Супермен: Съветски син (на английски: Superman: Red Son) е ограничена серия от комикси от три броя, публикувана от Ди Си Комикс под импринта Другите светове (Elseworlds) през 2003 г. Авторът Марк Милър създава комикса с мисълта „Ами ако Супермен беше отгледан в Съветския съюз?“. Получава признание от критиците и е номиниран за наградата „Айсънр“ през 2004 г. за най-добра ограничена серия.
Историята смесва алтернативни версии на супергерои на Ди Си с версии на алтернативна реалност на реални политически фигури като Йосиф Сталин и Джон Ф. Кенеди. Поредицата обхваща приблизително периода 1953 – 2001 г., с изключение на футуристичен епилог.
В Съветски син корабът на Супермен каца в украинска колективна ферма, а не в Канзас. Като възрастен той се превръща в спонсориран от държавата супергерой, чиято цивилна самоличност се пази в държавна тайна и който в съветските радиопредавания е описан не като борец за „истината, справедливостта и американския път“, а като „Шампионът на обикновения работник, който води безкрайна битка със Сталин, социализма и международното разширяване на Варшавския договор“.

## Създаване
В продължение на години Милър разработва идеите си за историята, като споделя:
| „ | Съветски син се основава на мисъл, която мина през главата ми, когато прочетох Супермен (брой 300) като шестгодишно дете. Беше въображаема история, в която корабът на Супермен каца в неутрални води между САЩ и СССР и двете страни бързат да вземат бебето. Като дете, израснало в сянката на Студената война, идеята за това какво можеше да се случи, ако съветските другари бяха стигнали първи до него, просто ми изглеждаше очарователна. | “ |

| „ | Когато пораснах, започнах да събирам всички идеи заедно и за първи път предложих нещо на Ди Си, когато бях на тринадесет, мисля, макар че беше в много по-груба форма, разбира се, рисунките ми не бяха съвсем на ниво. | “ |

До 1992 г. Милър развива много от сюжетните точки:
| „ | Вместо да кацна в Канзас като дете, реших да проуча какво би могло да се случи, ако ракетата му кацнеше в колективна ферма в Съветския съюз. Вместо да работи в Дейли Планет, той ще бъде репортер в Правда. Има обрат в настоящата ситуация, този път САЩ се разделят с Джорджия и Луизиана, които искат независимост — танкове се движат по улиците на Ню Орлиънс. Ще включа цял куп герои на Ди Си, като Батман и Зеления фенер, които ще видите в нова светлина. | “ |

## В България
Поредицата е издадена в България през 2025 г. от Артлайн Студиос в еднотомно издание.